# أليساندرو فابيان
أليساندرو فابيان (بالإيطالية: Alessandro Fabian) هو تريثلت إيطالي، ولد في 7 يناير 1988 في بادوفا في إيطاليا.

## وصلات خارجية
- الموقع الرسمي
- أليساندرو فابيان على موقع اتحاد الترياتلون الدولي (الإنجليزية)
- أليساندرو فابيان على موقع IAT Triathlon Database (الإنجليزية)
- أليساندرو فابيان على موقع اللجنة الأولمبية الدولية (الإنجليزية)
- أليساندرو فابيان على موقع أوليمبيديا (الإنجليزية)